# San Martín Pie del Cerro
San Martín Pie del Cerro är en ort i Mexiko.   Den ligger i kommunen Santos Reyes Nopala och delstaten Oaxaca, i den sydöstra delen av landet, 400 km sydost om huvudstaden Mexico City. San Martín Pie del Cerro ligger 857 meter över havet och antalet invånare är 116.
Terrängen runt San Martín Pie del Cerro är lite bergig, och sluttar söderut. Runt San Martín Pie del Cerro är det ganska tätbefolkat, med 65 invånare per kvadratkilometer. Närmaste större samhälle är Santa Catarina Juquila, 14,4 km norr om San Martín Pie del Cerro. I omgivningarna runt San Martín Pie del Cerro växer huvudsakligen savannskog.